# Uwe Krüger
Uwe Krüger (Leipzig, 15 mei 1978) is een Duits journalist en communicatiewetenschapper gespecialiseerd in onderzoek naar de onafhankelijkheid van de pers.

## Leven
Krüger groeide op in Borsdorf (Saksen) en in Bergen auf Rügen. Hij studeerde van 1998 tot 2006 journalistiek en politieke wetenschappen in Leipzig. Zijn onderzoek richt zich op journalistieke ethiek, journalistiek en pr, journalistiek en sociale media, met de nadruk op methodologisch onderzoek en de geschreven pers.

## Publicaties

### Meinungsmacht(2013)
In Meinungsmacht, Krügers proefschrift, stelt Krüger na een methodische bestudering van de sociale netwerken van vooraanstaande Duitse journalisten en hun lidmaatschap van allerhande politieke en economische organisaties, dat men serieuze vraagtekens kan plaatsen bij hun onafhankelijkheid. De banden blijken zo nauw dat hij eraan twijfelt of ze hun kritische en controlerende functie nog kunnen uitoefenen. Hij stelt dat "journalisten met waarden en meningen als die van de elites meer kans hebben om toegang te krijgen tot de hoogste kringen. De integratie in die kringen versterkt vervolgens langzamerhand conformerend denken. Journalisten met gelijkwaardige meningen als de elites hebben betere kansen om carrière te maken, omdat ze in hun eigen bedrijf en in de industrie met exclusieve informatie en hooggeplaatste gesprekspartners punten kunnen scoren". Krüger maakt hierbij gebruik van het concept sociaal kapitaal van Pierre Bourdieu.

### Mainstream(2016)
In zijn publicatie Mainstream. Waarom we de media wantrouwen probeert Krüger de redenen voor het verlies van vertrouwen in de "mainstreammedia" naar aanleiding van de Oekraïense crisis te achterhalen. Volgens Krüger zal meer transparantie over de sociale netwerken van journalisten bijdragen tot wederzijds begrip.

## Werken

### Boeken
- Gekaufte Presse in Russland. Politische und wirtschaftliche Schleichwerbung am Beispiel der Medien in Rostov-na-Donu. LIT (Reihe Medien & Politik), Münster 2006.
- Meinungsmacht. Der Einfluss von Eliten auf Leitmedien und Alpha-Journalisten – eine kritische Netzwerkanalyse. Herbert von Halem Verlag (Reihe des Instituts für Praktische Journalismus- und Kommunikationsforschung), Köln 2013.
- Mainstream. Warum wir den Medien nicht mehr trauen. C.H. Beck, München 2016 (2e druk).